# Contronatura (film 1969)
Contronatura è un film horror del 1969 diretto da Antonio Margheriti.
È tratto liberamente dal racconto di Dino Buzzati Eppure bussano alla porta, pubblicata nella raccolta I sette messaggeri. In Italia la visione fu vietata ai minori di 18 anni per le forti immagini erotiche a sfondo masochista e lesbico, oltre a mescolare i tipici elementi dell'horror gotico.
La colonna sonora fu ripresa nel film di Filippo Walter Ratti La notte dei dannati.

## Trama
Il signor Barret si mette in viaggio perché deve consegnare alcuni documenti a un suo avvocato, per cercare di acquistare i beni del suo defunto cugino Richard. Con lui ci sono i contabili Ben e Vivian Taylor e il fattore Alfred insieme a sua moglie Margareth. A causa di un guasto al motore, sono costretti a ripararsi in uno chalet dove si sta svolgendo una seduta spiritica. Qui verranno a galla tutti i segreti dei protagonisti.

## Distribuzione
| Date di uscita e titoli internazionali | Date di uscita e titoli internazionali | Date di uscita e titoli internazionali |
| Paese                                  | Data                                   | Titolo                                 |
| -------------------------------------- | -------------------------------------- | -------------------------------------- |
| Italia                                 | 12 settembre 1969                      | Contronatura                           |
| Germania Ovest                         | 30 maggio 1969                         | Schreie in der Nacht                   |
| Messico                                | 31 maggio 1973                         | The Unnaturals                         |

## Incassi
Contronatura incassò circa 287 milioni di lire italiane.

## Critica
All'uscita, il film fu recensito positivamente su La Stampa: «per stupire lo spettatore insiste su due argomenti insoliti : i fenomeni medianici e gli amori contro natura di due donne».
Il Morandini assegna due stelle al film, considerandolo una fra le opere più riuscite di Margheriti, per il quale pure era tra i suoi film preferiti.
Luca Mosso, in un articolo pubblicato su La Repubblica nel maggio del 2007, cita la pellicola come un'«eccentrica ghost story».